# Вилем Янсзон
Вилем Янсзон (на нидерландски: Willem Janszoon) или Вилем Янс (на нидерландски: Willem Jansz) е нидерландски мореплавател, адмирал, откривател на Австралия.

## Биография

### Младежки години (ок. 1570 – 1605)
Данните за младостта на Янсзон са оскъдни. Според някои източници е роден около 1570 година в Амстердам, Нидерландия, и на 16-годишна възраст постъпва във флота. Официално се знае, че в края на XVI век постъпва на работа в компанията Oude compagnie, която е сред предшественичките на Нидерландската източноиндийска компания, като помощник-капитан на кораба „Холандия“, влизащ в състава на втората нидерландска ескадра, изпратена към Малайския архипелаг през 1598 г. На 5 май 1601 отново отплава за Източни Индии, вече като капитан на кораба „Дейфкен“.

### Откриване на Австралия (1605 – 1606)
На 18 ноември 1605 г. с „Дейфкен“ отплава на изток и в края на 1605 г. открива участък от югозападното крайбрежие на остров Нова Гвинея между 4º и 8º ю.ш. и 135° и 138° и.д. Продължава на юг, без да забележи западния вход на Торесовия проток и на 26 февруари 1606, на 12°14′04″ ю. ш. 141°43′14″ и. д. / 12.234444° ю. ш. 141.720556° и. д., открива континента Австралия, а именно западния бряг на п-ов Кейп Йорк. Продължава плаването си на юг, като изминава около 320 км покрай открития от него западен бряг на п-ов Кейп Йорк до нос Кируир (Кервер, 6 юни, 13º 45` ю.ш.). След това се връща обратно и детайлно проследява и описва западния бряг на полуострова, в т.ч. заливите Арчър, Албатрос и Порт Мъсгрейв. В западния вход на Торесовия проток открива остров Принц на Уелс, а между 134º и 136º и.д. – участък от югозападния бряг на Нова Гвинея.

### Следващи години (1606 – 1630/1631)
До 1616 г. служи в Нидерландската източноиндийска компания. През 1618 е произведен в адмиралско звание, а от 1623 до 1627 г. е губернатор на остров Бантан. През юни 1627 г. се завръща в Батавия (сега Джакарта) и скоро като командир на ескадра от 8 кораба се отправя на дипломатическа мисия в Индия. На 4 декември 1628 г. се завръща в Нидерландия и през юли 1629 докладва в Хага за проведените преговори в Индия.
За по-нататъшния живот на Янсзон не е известно друго. Предполага се, че е починал на следващата година на 60-годишна възраст.

## Памет
Неговото име носи нос Янсзон (12°34′ ю. ш. 141°36′ и. д. / 12.566667° ю. ш. 141.6° и. д.) на западния бряг на полуостров Кейп Йорк, Австралия.